# Улица мајора Илића (Београд)
| улица · МАЈОРА ИЛИЋА | улица · МАЈОРА ИЛИЋА   |
| -------------------- | ---------------------- |
|                      |                        |
| Општина              | Палилула               |
| Почетак              | Улица Илије Гарашанина |
| Крај                 | Улица 27. марта        |
| Дужина               | 153 m                  |
| Ширина               | 10 m                   |
| Створена             | 1872                   |
| Названа              | 1896                   |
| Стари називи         | Школска                |
|                      |                        |
|                      |                        |
|                      |                        |

Улица мајора Илића налази се на територији Градске општине Палилула, у непосредној близини Радио-телевизије Србије и Спортског центра „Ташмајдан”. Ова улица се спушта од Улице Илије Гарашанина поред Палилулске пијаце до Улице 27. марта. 

## Име улице
Улица мајора Илића име је добила по генералштабном мајору Михаилу Илићу (1845—1876), који је у рату командовао Рудничком, а затим Ужичком бригадом, на чијем челу је и погинуо 1876. године под Јавором. Пре смрти мајор је однео и победе над Турцима на Чемерници и Јавору. Иза мајора Илића остали су бројни стручни радови које је штампао у новинама: „Историјско развиће тактике коњице”, „Коњичко оружје и спрема”, „Нешто о турској коњици” и др. 

## Историја
Улица мајора Илића једном је мењала име. Пре актуелног имена, у периоду између 1872. и 1896. године, ова улица носила  је назив Школска улица. Од 1896. године наовамо улица носи данашњи назив Улица мајора Илића.

## Суседне улице
- Улица Добре Митровића

## Значајни објекти
Палилулска пијаца, Мајора Илића бб
У непосредној близини у Улици Илије Гарашанина, на улазу у Улицу мајора Илића налазе се Управа јавних прихода Општине Врачар и Библиотека „Милутин Бојић”.

## Градски превоз
Улицом краљице Марије пролазе возила градског саобраћаја на линијама:
65  (ЗВЕЗДАРА 2 - НОВО БЕЖАНИЈСКО ГРОБЉЕ)
77  (ЗВЕЗДАРА - БЕЖАНИЈСКА КОСА /БОЛНИЦА/)